# Now That's What I Call Music! 43 (série dos Estados Unidos)
Now That's What I Call Music! 43, também conhecido apenas como Now! 43, é a 43º edição da série de álbuns Now That's What I Call Music!, lançada em 7 de agosto de 2012. Debutou na primeira posição da Billboard 200 pela venda de 111 mil cópias em sua primeira semana.

## Faixas
| N.º | Título                    | Artista                   | Duração |  |
| 1.  | "Call Me Maybe"           | Carly Rae Jepsen          | 3:12    |  |
| 2.  | "Part of Me"              | Katy Perry                | 3:35    |  |
| 3.  | "Payphone"                | Maroon 5                  | 3:41    |  |
| 4.  | "Titanium"                | David Guetta feat. Sia    | 3:30    |  |
| 5.  | "Lights"                  | Ellie Goulding            | 3:29    |  |
| 6.  | "Boyfriend"               | Justin Bieber             | 2:50    |  |
| 7.  | "Scream"                  | Usher                     | 3:54    |  |
| 8.  | "Let's Go"                | Calvin Harris feat. Ne-Yo | 3:44    |  |
| 9.  | "Back in Time"            | Pitbull                   | 3:24    |  |
| 10. | "Want U Back"             | Cher Lloyd                | 3:32    |  |
| 11. | "One Thing"               | One Direction             | 3:13    |  |
| 12. | "Give Your Heart a Break" | Demi Lovato               | 3:24    |  |
| 13. | "Too Close"               | Alex Clare                | 4:11    |  |
| 14. | "Midnight City"           | M83                       | 4:00    |  |
| 15. | "Everybody Talks"         | Neon Trees                | 2:57    |  |
| 16. | "Drunk on You"            | Luke Bryan                | 3:43    |  |
| 17. | "Here's to Us"            | Halestorm                 | 2:55    |  |
| 18. | "My Oh My"                | Tristan Prettyman         | 3:37    |  |
| 19. | "Love Actually"           | Cady Groves               | 3:48    |  |
| 20. | "I Don't Like You"        | Eva Simons                | 4:11    |  |